# نورث آدمز
نورث آدمز (ماساتشوستس) (بالإنجليزية: North Adams, Massachusetts) هي مدينة تقع في الولايات المتحدة في مقاطعة بيركشاير (ماساتشوستس). يقدر عدد سكانها بـ 13,708 نسمة ومساحتها 53.4 كم2 وترتفع عن سطح البحر 215 متر.

## التركيبة السكانية
حدّد مكتب تعداد الولايات المتحدة بيانات التركيبة السكانية لنورث آدمز في تعداد الولايات المتحدة. في ما يلي، التركيبة السكانية حسب تعدادي 2000 و2010.

### تعداد عام 2000
بلغ عدد سكان نورث آدمز 14,681 نسمة بحسب تعداد عام 2000، وبلغ عدد الأسر 6,311 أسرة وعدد العائلات 3,634 عائلة مقيمة في المدينة. في حين سجلت الكثافة السكانية 275 نسمة لكل كيلومتر مربع (712.2/ميل2). وبلغ عدد الوحدات السكنية 7,088 وحدة بمتوسط كثافة قدره 132.8 لكل كيلومتر مربع (344.0/ميل2).
وتوزع التركيب العرقي للمدينة بنسبة 94.99% من البيض و1.67% من الأمريكيين الأفارقة و0.27% من الأمريكيين الأصليين و0.80% من الأمريكيين ذوي الأصول الآسيوية و0.03% من سكان جزر المحيط الهادئ و0.80% من الأعراق الأخرى و1.44% من عرقين مختلطين أو أكثر و2.03% من الهسبانيون أو اللاتينيون من أي عرق.
بلغ عدد الأسر 6,311 أسرة كانت نسبة 28.3% منها لديها أطفال تحت سن الثامنة عشر تعيش معهم، وبلغت نسبة الأزواج القاطنين مع بعضهم البعض 40.1% من أصل المجموع الكلي للأسر، ونسبة 13.3% من الأسر كان لديها معيلات من الإناث دون وجود شريك، بينما كانت نسبة 4.2% من الأسر لديها معيلون من الذكور دون وجود شريكة وكانت نسبة 42.4% من غير العائلات. تألفت نسبة 36.2% من أصل جميع الأسر من عدة أفراد يعيشون في نفس المنزل ونسبة 16.8% كانت تتألف من شخص يعيش بمفرده يبلغ من العمر 65 عاماً أو أكثر. وبلغ متوسط حجم الأسرة المعيشية 2.21، أما متوسط حجم العائلات فبلغ 2.87.
بلغ العمر الوسطي للسكان 38.0 عاماً. وكانت نسبة 22.3% من القاطنين تحت سن الثامنة عشر، وكانت نسبة 8% بين الثامنة عشر والرابعة والعشرين عاماً، ونسبة 26.2% كانت واقعةً في الفئة العمرية ما بين الخامسة والعشرين والرابعة والأربعين عاماً، ونسبة 20.7% كانت ما بين الخامسة والأربعين والرابعة والستين، ونسبة 17.7% كانت ضمن فئة الخامسة والستين عاماً فما فوق. يوجد لكل 100 أنثى 87.1 ذكر، ويوجد لكل 100 أنثى في الثامنة عشر من عمرها فما فوق 84.6 ذكر.
بلغ متوسط دخل الأسرة في المدينة 27,601 دولارًا، أما متوسط دخل العائلة فبلغ 37,635 دولارًا. وكان متوسط دخل الذكور 30,292 دولارًا مقابل 23,012 دولارًا للإناث. وسجل دخل الفرد الخاص بالمدينة 16,381 دولارًا. وكانت نسبة 13.5% من العائلات ونسبة 18.2% من السكان تحت خط الفقر، وكان من هؤلاء نسبة 31.5% تحت سن الثامنة عشر ونسبة 9.9% في الخامسة والستين من العمر وما فوق.

### تعداد عام 2010
بلغ عدد سكان نورث آدمز 13,708 نسمة بحسب تعداد عام 2010، وبلغ عدد الأسر 5,868 أسرة وعدد العائلات 3,210 عائلة مقيمة في المدينة. في حين سجلت الكثافة السكانية 256.8 نسمة لكل كيلومتر مربع (665.1/ميل2). وبلغ عدد الوحدات السكنية 6,752 وحدة بمتوسط كثافة قدره 126.5 لكل كيلومتر مربع (327.6/ميل2).
وتوزع التركيب العرقي للمدينة بنسبة 92.97% من البيض و2.26% من الأمريكيين الأفارقة و0.31% من الأمريكيين الأصليين و0.73% من الأمريكيين ذوي الأصول الآسيوية و0.06% من سكان جزر المحيط الهادئ و1.11% من الأعراق الأخرى و2.56% من عرقين مختلطين أو أكثر و3.47% من الهسبانيون أو اللاتينيون من أي عرق.
بلغ عدد الأسر 5,868 أسرة كانت نسبة 25.6% منها لديها أطفال تحت سن الثامنة عشر تعيش معهم، وبلغت نسبة الأزواج القاطنين مع بعضهم البعض 35.4% من أصل المجموع الكلي للأسر، ونسبة 13.8% من الأسر كان لديها معيلات من الإناث دون وجود شريك، بينما كانت نسبة 5.5% من الأسر لديها معيلون من الذكور دون وجود شريكة وكانت نسبة 45.3% من غير العائلات. تألفت نسبة 37.3% من أصل جميع الأسر من عدة أفراد يعيشون في نفس المنزل ونسبة 15.6% كانت تتألف من شخص يعيش بمفرده يبلغ من العمر 65 عاماً أو أكثر. وبلغ متوسط حجم الأسرة المعيشية 2.15، أما متوسط حجم العائلات فبلغ 2.80.
بلغ العمر الوسطي للسكان 38.9 عاماً. وكانت نسبة 19.1% من القاطنين تحت سن الثامنة عشر، وكانت نسبة 15.5% بين الثامنة عشر والرابعة والعشرين عاماً، ونسبة 22.6% كانت واقعةً في الفئة العمرية ما بين الخامسة والعشرين والرابعة والأربعين عاماً، ونسبة 26.3% كانت ما بين الخامسة والأربعين والرابعة والستين، ونسبة 16.6% كانت ضمن فئة الخامسة والستين عاماً فما فوق. وتوزع التركيب الجنسي للسكان بنسبة 47% ذكور و53% إناث.

## أعلام
- ويل ديورانت
- جون هنري شفارتز
- فرنسيس ميلارد
- جون هنري هاينز
- ألبرت ك. هوتون
- فرانك فنسنت
- كورتيس كالان
- س. دبليو. ديبل
- أشلي بي. رايت
- بيتر ليرد